# 샘 칠더스

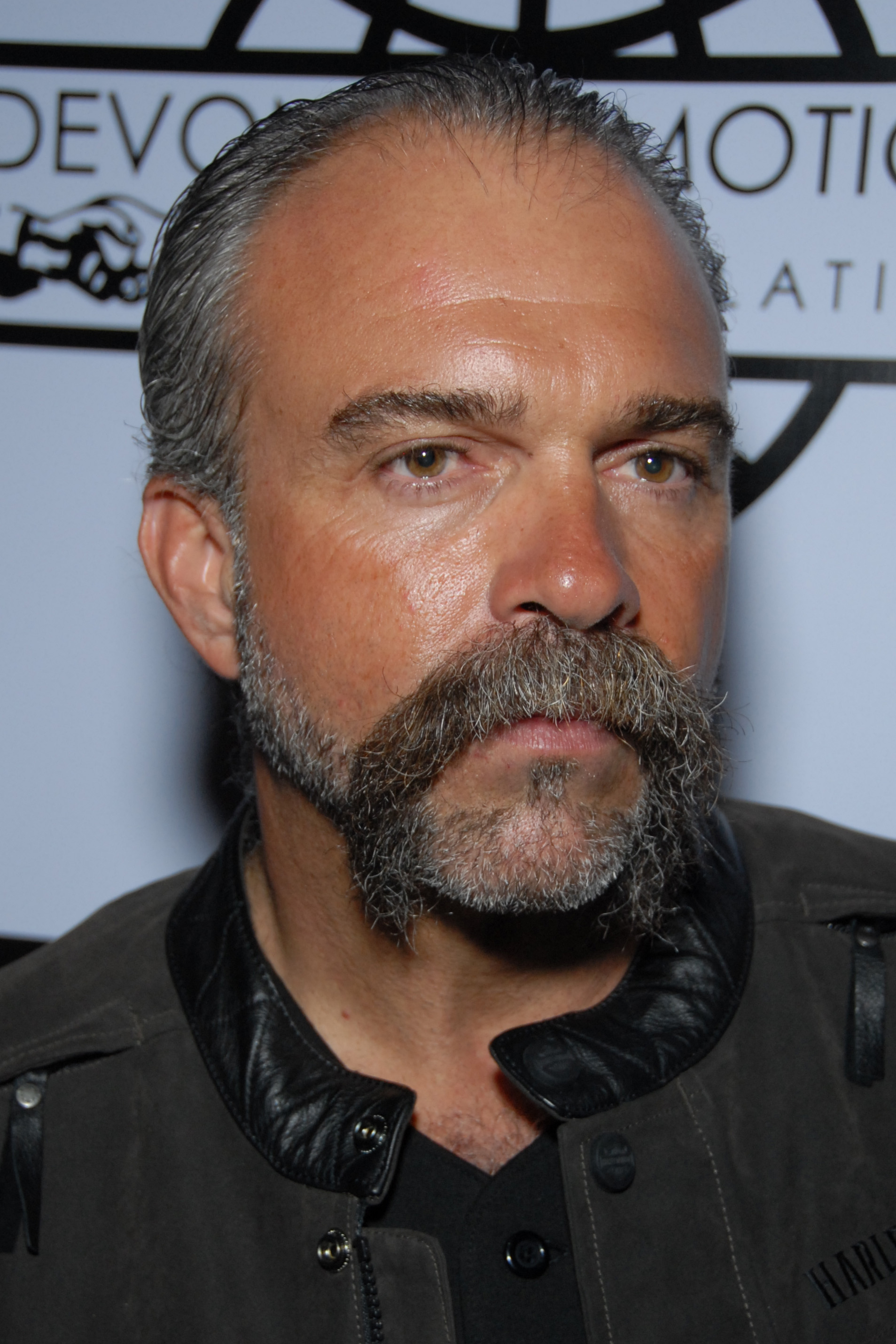
샘 칠더스

샘 칠더스(Sam Childers, 1963년 ~ )는 미국의 목사로 남수단에서 아동 구조 활동을 하였다.

## 같이 보기
- 머신건 프리처 - 샘 칠더스의 이야기를 바탕으로 만들어진 액션영화